# La Fève

Erb templářského velmistra Gérarda de Riderfort

La Fève (Arabové jí nazývali al-Fule) byla malá templářská pevnost ležící v Jizre'elském údolí v dnešním Izraeli, na cestě mezi Jeruzalémem a Tiberadou u Galilejského jezera. Hrad byl vybudován na planině ve tvaru obdélníka o rozměrech 120 × 90 metrů. Opevnění hradu rovněž disponovalo vodním příkopem.
Roku 1183 se nedaleko hradu strhla nerozhodná bitva mezi křižáckým Jeruzalémským královstvím a sultánem Saladinem. O čtyři roky později, v květnu roku 1187 na hradě pobývali velmistři řádu templářů a johanitů, kterým se doneslo, že v okolí mají Saladinovi jezdci provést taktický průzkum. Velmistr templářů Gérard de Ridefort přesvědčil velmistra johanitů Rogera des Moulins, aby jim vyjeli vstříc a svedli bitvu. U Cressonských pramenů křižáci mamlúcké jezdce napadli, muslimové však měli velkou přesilu a křižáky takřka do jednoho pobili. O dva měsíce později Saladin porazil hlavní jeruzalémskou armádu v bitvě u Hattínu. Hrad La Fève byl jedním z prvních, který se Saladinovi podařilo po bitvě dobýt.